# مؤسسة الموانئ الكويتية
مؤسسة الموانئ الكويتية هي مؤسسة حكومية كويتية ذات شخصية اعتبارية مستقلة تدار على الأسس التجارية. أنشئت المؤسسة عام 1977 م بهدف إدارة الموانئ الكويتية التجارية (ميناء الشويخ، ميناء الدوحة، ميناء الشعيبة) فيما تختص شركة نفط الكويت التابعة لمؤسسة البترول الكويتية بإدارة الموانئ النفطية (ميناء الأحمدي، ميناء عبد الله).

## وصلات خارجية
- الموقع الرسمي لمؤسسة الموانئ الكويتية